# Hospital Dr. Julio Cecilio Perrando
El Hospital Julio Cecilio Perrando (cuyo nombre oficial es Gran Hospital Regional Dr. Julio C. Perrando) es un hospital público de alta complejidad de la ciudad de Resistencia, Chaco, Argentina.

## Historia

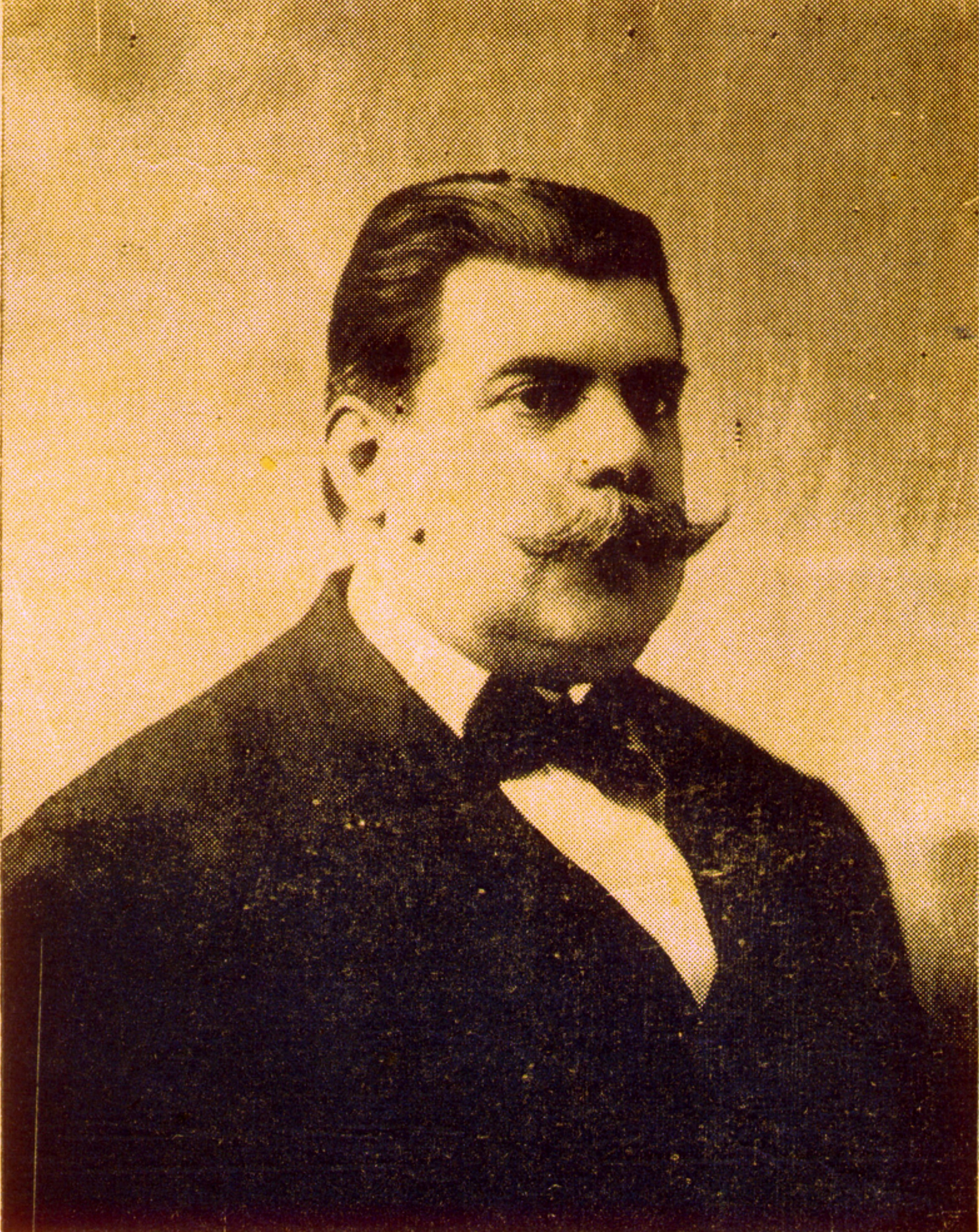
Dr. Julio Cecilio Perrando

El Hospital Julio Cecilio Perrando fue inaugurado el 12 de diciembre de 1910, durante la presidencia de Roque Sáenz Peña y bajo la gobernación del coronel Gregorio López, en época del Territorio Nacional del Chaco Austral.
El establecimiento se llamaba entonces Hospital Regional, y su primer director fue un médico venido desde Buenos Aires, el doctor Julio Cecilio Perrando, quien ocupó el cargo hasta 1912, siendo el único médico de la institución que representaba la única unidad sanitaria con internación de toda la región. Con la provincialización del Chaco en 1957, fue transferido al estado provincial.
En el año 1972, se inició el primer proyecto de residencias médicas que incluía las especialidades de tocoginecología y anatomía patológica, sistema que se mantuvo hasta 1975.

## Características
La institución brinda atención a la población adulta de una gran área de influencia, que incluye la provincia del Chaco, norte de Santa Fe, Formosa, Misiones, Corrientes y el sur del Paraguay.